# Il fratello
Il fratello è un film italiano del 1975 diretto da Massimo Mida.

## Critica
«pubblica riflessione sul ruolo dell'intellettuale... dialogo insistito e ridondante.» *½ 